# Saison 3 de Commissaire Moulin

Cet article présente la liste des différents épisodes de la troisième saison de la série télévisée Commissaire Moulin.